# Retrovisor

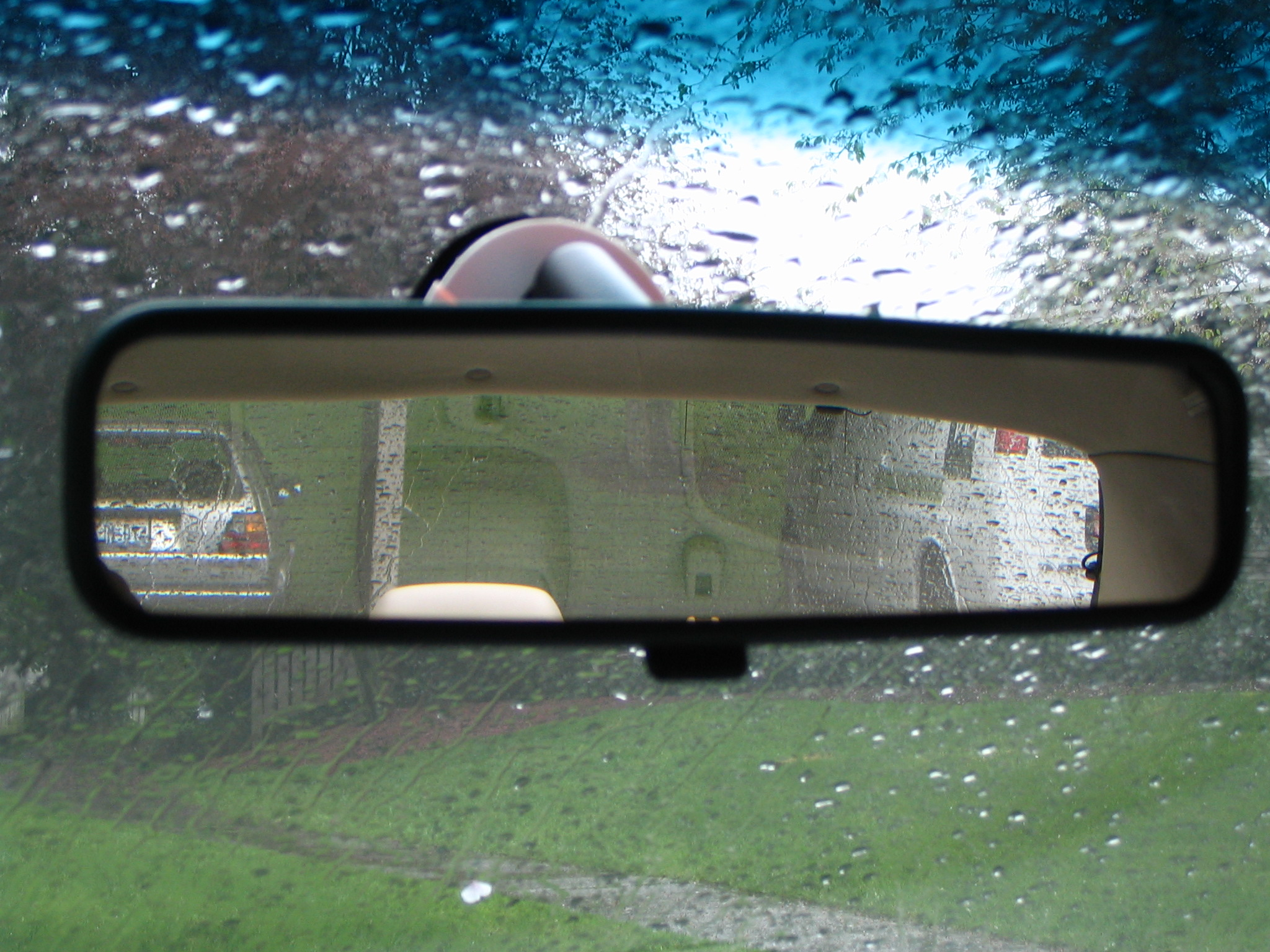
Um retrovidor de um Mazda 626

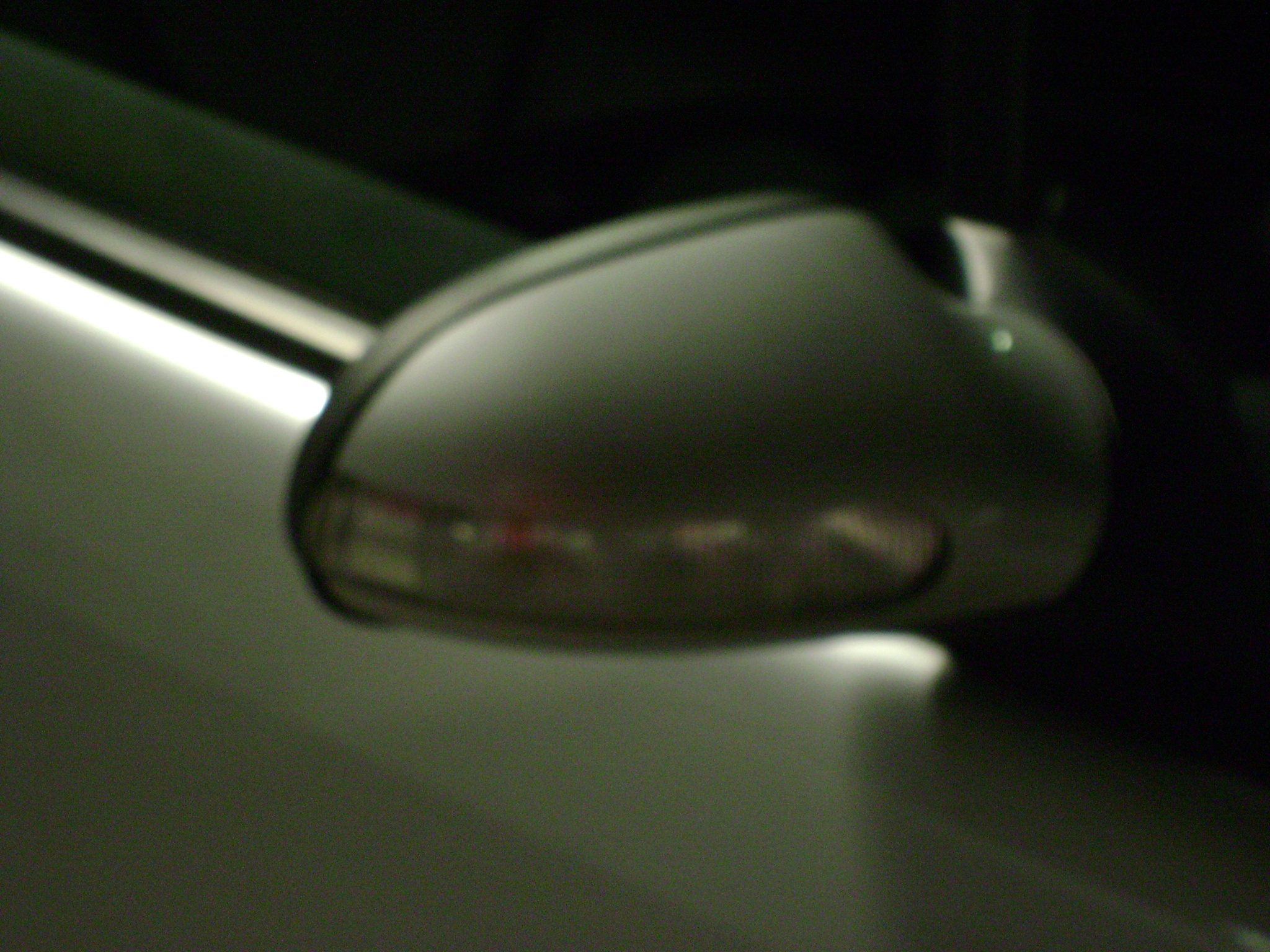
Retrovisor lateral.

Um espelho retrovisor (também espelho da porta, ou o espelho lateral) é um espelho encontrado no exterior de veículos automotivos para auxiliar o motorista a enxergar áreas para trás e para os lados do veículo; do lado de fora da visão periférica do condutor ( no chamado "ponto cego").
Um retrovisor ou espelho retrovisor é um acessório obrigatório, segundo a legislação brasileira de trânsito, utilizado nos automóveis para dar visibilidade aos motoristas. Os carros possuem geralmentre 3 retrovisores, dois nas laterais e um no fixado no centro do vidro frontal do veículo. Já as motos dois nas laterais.
O espelho retrovisor está equipado para ajuste manual ou remoto vertical e horizontal, de modo a proporcionar um campo de visão adequado aos motoristas de diferentes alturas e posições quando sentada. Ajustamento remoto pode ser mecânico, por meio de cabos Bowden, ou pode ser eléctrico por meio de motores engrenados. O espelho também pode ser aquecido eletricamente e podem incluir eletrocrômico de escurecimento para reduzir o brilho para o motorista dos faróis de veículos que estejam atrás do carro.

## História

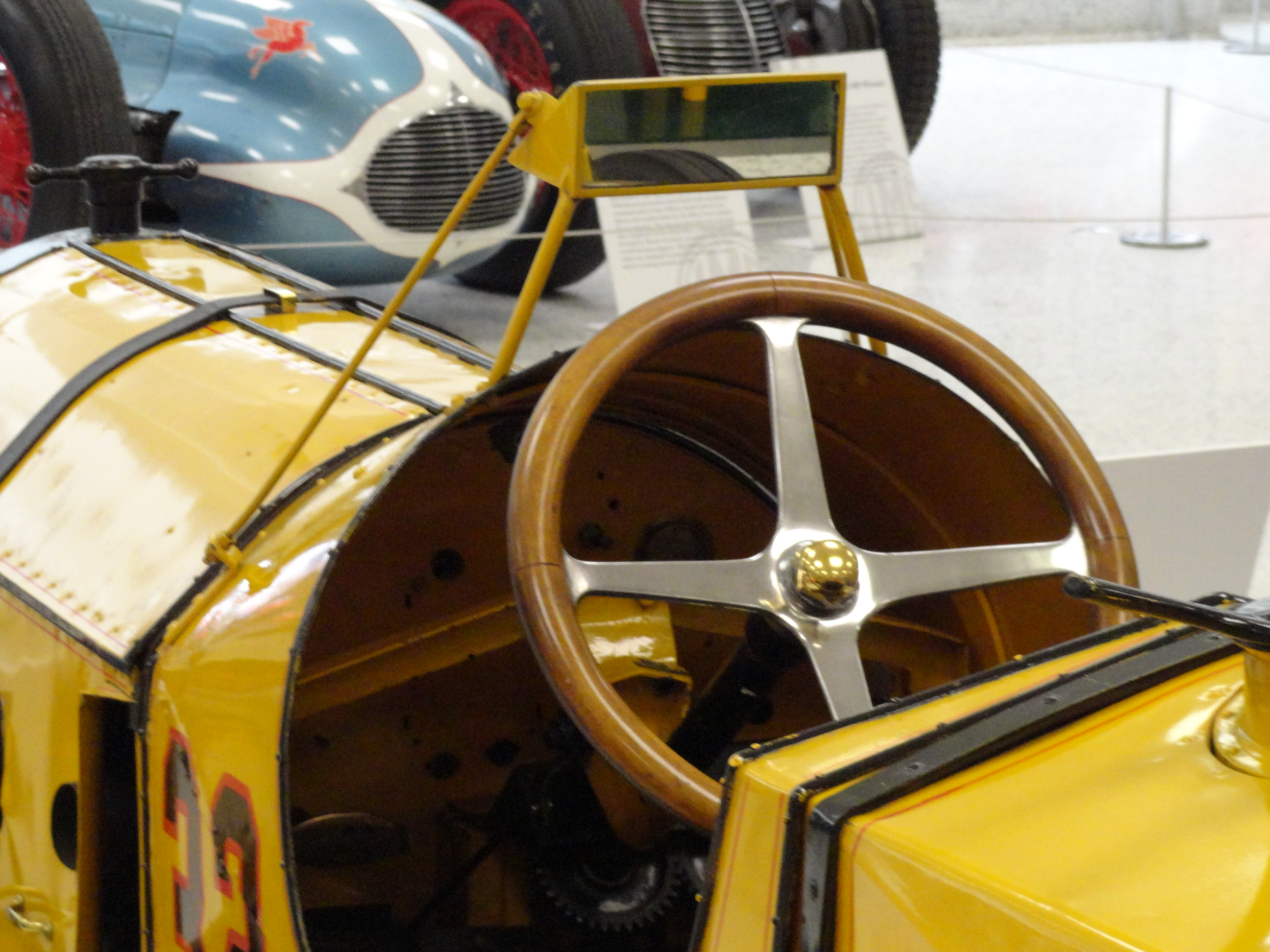
O Marmon Wasp, de Ray Harroun, vecedor da primeira edição das 500 Milhas de Indianápolis em 1911 foi o primeiro veículo a utilizar um espelho retrovisor.

O primeiro a usar um espelho de bolso como retrovisor de veículo foi o piloto Ray Harroun na primeira edição das 500 milhas de Indianápolis em 1911, contudo foi Elmer Berger (1891 - 1952) o primeiro a incorporar o aparelho na lataria de um carro, Berger acabou ficando com o título de inventor do espelho retrovisor.

### Retrovisor como opção
Nos anos 40 muitas estradas possuam apenas duas faixas, uma em cada direção. Os motoristas precisavam preocupar-se apenas com o tráfego ao seu lado e diretamente atrás deles (vista traseira). Devido a isso a maioria dos veículos, até a década de 1960, tinha o espelho do lado do passageiro como uma opção. Ele era considerado um luxo.

## Plano, convexo, asférico
Nos Estados Unidos e no Canadá, são exigidos do espelho do lado do motorista uma "ampliação de unidade", ou seja, uma proporção 1:1 na reflexão conseguido com um espelho plano. No entanto, a ampliação da unidade limita o campo de visão que pode ser fornecida por um espelho de tamanho compatível com o corpo do veículo. Os regulamentos ECE em uso na maior parte do mundo, exceto na América do Norte permitem que o espelho do lado do motorista seja plano, convexo ou de superfície esférica; uma seção asférica é frequentemente combinada com uma seção convexa maior, e as duas partes são separadas por uma linha visível para alertar o condutor para diferentes perspectivas das duas seções.
Por causa da distância dos olhos do motorista para o espelho do lado do passageiro, um campo útil de vista só pode ser alcançado com um espelho convexo ou asférica. No entanto, a convexidade também reduz os objetos apresentados. Uma vez que tais objetos parecem mais distantes do que realmente são, um motorista pode fazer uma manobra como uma mudança de faixa assumindo que um veículo adjacente esteja a uma distância segura atrás, quando, na verdade, é um pouco mais perto. Nos Estados Unidos, Canadá, Índia, Coréia e Austrália, quando os espelhos não planos, são gravadas ou impressos alertas em uma legenda no espelho, chamando atenção para o fato de os outros carros estarem mais perto do que parece. No Canadá, este aviso é muitas vezes complementado por um decalque transparente na janela do lado do passageiro repetindo o aviso em francês: les objets dans le retroviseur sont plus proche qu'ils ne le paraissent. Na Coréia, o aviso aparece em coreano. Avisos desta natureza não são necessários, no Reino Unido ou na Europa.

## Controle de retração
Alguns espelhos laterais podem ser manuais ou eletricamente retraídos para protegê-los quando o carro está estacionado. Carros que passam próximos podem facilmente bater no retrovisores, já que estes são salientes em relação ao carro. O fato de poderem ser retraídos ajuda a protegê-los de danos.